# Kazuoclytus lautoides
Kazuoclytus lautoides är en skalbaggsart som först beskrevs av Hayashi 1950.  Kazuoclytus lautoides ingår i släktet Kazuoclytus och familjen långhorningar. Inga underarter finns listade i Catalogue of Life.